# Павлюково (заповідне урочище)
Павлюко́во — заповідне урочище в Україні. Розташоване в межах Путильського району Чернівецької області, на південний схід від села Бисків. 
Площа 260,9 га. Статус надано згідно з рішенням сесії облради від 16.12.1994 року № 2. Перебуває у віданні ДП «Путильський лісгосп» (Усть-Путильське лісництво, кв. 30, 32, 33). 
Статус надано з метою збереження мальовничого природного комплексу в межах масиву Покутсько-Буковинські Карпати. Зростають корінні ялицево-ялинові насадження з домішкою бука лісового. У флорі урочища відмічено понад 80 видів, з яких плаун річний, баранець звичайний і лілія лісова занесені до Червоної книги України. З фауни трапляються понад 10 рідкісних видів, зокрема вусач мускусний, махаон, райдужниця велика, мурашка руда лісова, глухар. 